# Edwin Rodríguez
Edwin Rodríguez Morales (né le 14 août 1960 à Ponce, Porto Rico) est un joueur de baseball qui a joué dans les Ligues majeures de 1982 à 1985 avant de devenir manager des Marlins de la Floride en 2010 et 2011.

## Carrière de joueur
Edwin Rodríguez obtient un contrat des Yankees de New York en 1980. Joueur d'avant-champ, il dispute son premier match dans les majeures le 28 septembre 1982 pour les Yankees. En 3 parties dans cet uniforme, il frappe trois coups sûrs en neuf présences au bâton pour une moyenne au bâton de ,333.
Le 12 septembre 1983, alors qu'il joue en ligue mineure, Rodriguez est transféré aux Padres de San Diego pour compléter la transaction qui en août avait permis aux Yankees d'acquérir le lanceur John Montefusco. Rodriguez joue sept parties avec les Padres en fin de saison.
Après une saison complète dans les mineures en 1984, il apparaît dans un dernier match de la MLB en 1985 avec San Diego.
En 11 parties dans les majeures, il a frappé cinq coups sûrs en 22 apparitions officielles au bâton, pour une moyenne de ,227 avec un point produit et trois points marqués. Il a été utilisé comme joueur de deuxième but pendant 8 parties, évoluant aussi au troisième but et à l'arrêt-court.

## Carrière de manager
Après avoir dirigé en 2009 et 2010 les Zephyrs de la Nouvelle-Orléans, un club-école de niveau Triple-A des Marlins de la Floride, Edwin Rodriguez est promu manager des Marlins le 23 juin 2010, lorsque le gérant Fredi Gonzalez est congédié par le grand club.
Rodriguez voit les Marlins remporter face aux Orioles de Baltimore le premier match où il est manager dans les majeures. Les Marlins remportent 46 victoires contre autant de défaites sous la direction de Rodriguez en 2010, terminant troisièmes dans la division Est avec 80 victoires, deux matchs sous la moyenne de ,500.
Il démissionne de son poste le 19 juin 2011 le lendemain d'une neuvième défaite d'affilée des Marlins. Ceux-ci ont à ce moment une fiche de 32-40 et viennent de dégringoler de la place de meilleur deuxième de la Ligue nationale au dernier rang de la division Est. Le bilan victoires-défaites de Rodriguez en 164 parties à la tête des Marlins est de 78-86, pour un pourcentage de victoires de ,476. Son adjoint Brandon Hyde prend la relève par intérim le 19 juin.